# Аарземниеки
„„Аарземниеки““ (означаващо на латвийски чуждоземци) е латвийска музикална група.
Сставена е от 4 души: Йоранс Щайнхауерс (водещ певец), Гунтис Файландс (клавирист), Катрина Диманта (цигулар) и Райтис Вилумовс (барабанист). Групата е сформирана през 2011 година, но успехът идва едва две години по-късно, когато Йоранс написва прощална песен за бившата латвийска валута лат, станала впоследствие сензация в „Ютуб“. Не след дълго Йоранс и останалите трима започват да пеят заедно по клубове и барове из цялата страна.
Избрани са да представят Латвия на „Евровизия 2014“ чрез отворена селекция.